# Depósito de Gravitación de Villa Devoto
El Depósito de Gravitación de Villa Devoto es un edificio de estilo neorrenacentista francés ubicado en el barrio de Villa Devoto, en la Ciudad de Buenos Aires, Argentina. 
De grandes dimensiones y con aspecto de palacio, se trata en realidad de un inmenso depósito de agua potable construido por la empresa Obras Sanitarias de la Nación entre los años 1915 y 1917.
El edificio posee protección estructural y la parcela se encuentra catalogada como Área de Protección Histórica por el Gobierno de la Ciudad de Buenos Aires. Actualmente bajo el control de la empresa pública AySA, fue evaluada su puesta en valor en  2016 a la fecha (julio de 2023) no se tiene información de dicha obra.

## Historia
Hacia comienzos del siglo XX, el "Gran Depósito Distribuidor" de la Avenida Córdoba, inaugurado en 1894, había resultado insuficiente para cubrir la demanda de una ciudad que crecía de forma acelerada. El sistema tenía problemas para bombear agua a los pisos más altos de los nuevos edificios de la zona céntrica, y no lograba cubrir los barrios periféricos en constante expansión por sobre la naturaleza pampeana.
Así, en 1908 se presenta un plan de abastecimiento de agua potable a largo plazo para brindar servicio hasta a 6 millones de personas. El mismo consistía en:
- La construcción de una nueva planta potabilizadora en el barrio de Palermo (actual Planta Potabilizadora General San Martín), la cual incluiría un nuevo túnel y una nueva torre de toma de agua del Río de la Plata.
- Extensión de la red de distribución.
- La creación de dos inmensos depósitos de reserva en zonas altas y periféricas de la ciudad. Uno, en el barrio de Caballito (Depósito de Gravitación de Caballito) y otro en el barrio de Villa Devoto.

Este último se encontraría en la zona más alta de la ciudad, a 38 metros sobre el nivel del mar.
Las obras comienzan en 1914, el mismo año en el que estalla la Primera Guerra Mundial. Esto dificulta la importación de maquinarias y materiales, lo que retrasa la culminación de la obra, que sería inaugurada recién el 1 de diciembre de 1917.

## Estructura
Su estructura interna es de hierro. Cuenta con doce tanques de acero distribuidos a razón de cuatro por cada uno de los tres pisos. Juntos, tienen una capacidad de almacenamiento de 72.000  m³. El primer piso de este depósito se encuentra a la misma altura que el tercer piso del depósito de la Avenida Córdoba.
Según las informaciones disponibles, los tanques de agua no se estarían utilizando, no obstante lo cual el edificio no se encuentra abandonado y es utilizado por personal de AySA.

## Estilo
Es un edificio simétrico de grandes proporciones, de aspecto neorrenacentista francés. Posee cinco cúpulas: una en cada esquina (ocupa una parcela completa) y una aún mayor en el centro de la fachada sobre la Avenida Beiró. Una mansarda rodea todo el edificio, mientras las fachadas se encuentran revestidas en símil piedra París. Tanto la mansarda como las cúpulas se encuentran recubiertas con pizarra. Posee una puerta central de importantes proporciones y un pequeño patio interno en su cara este.

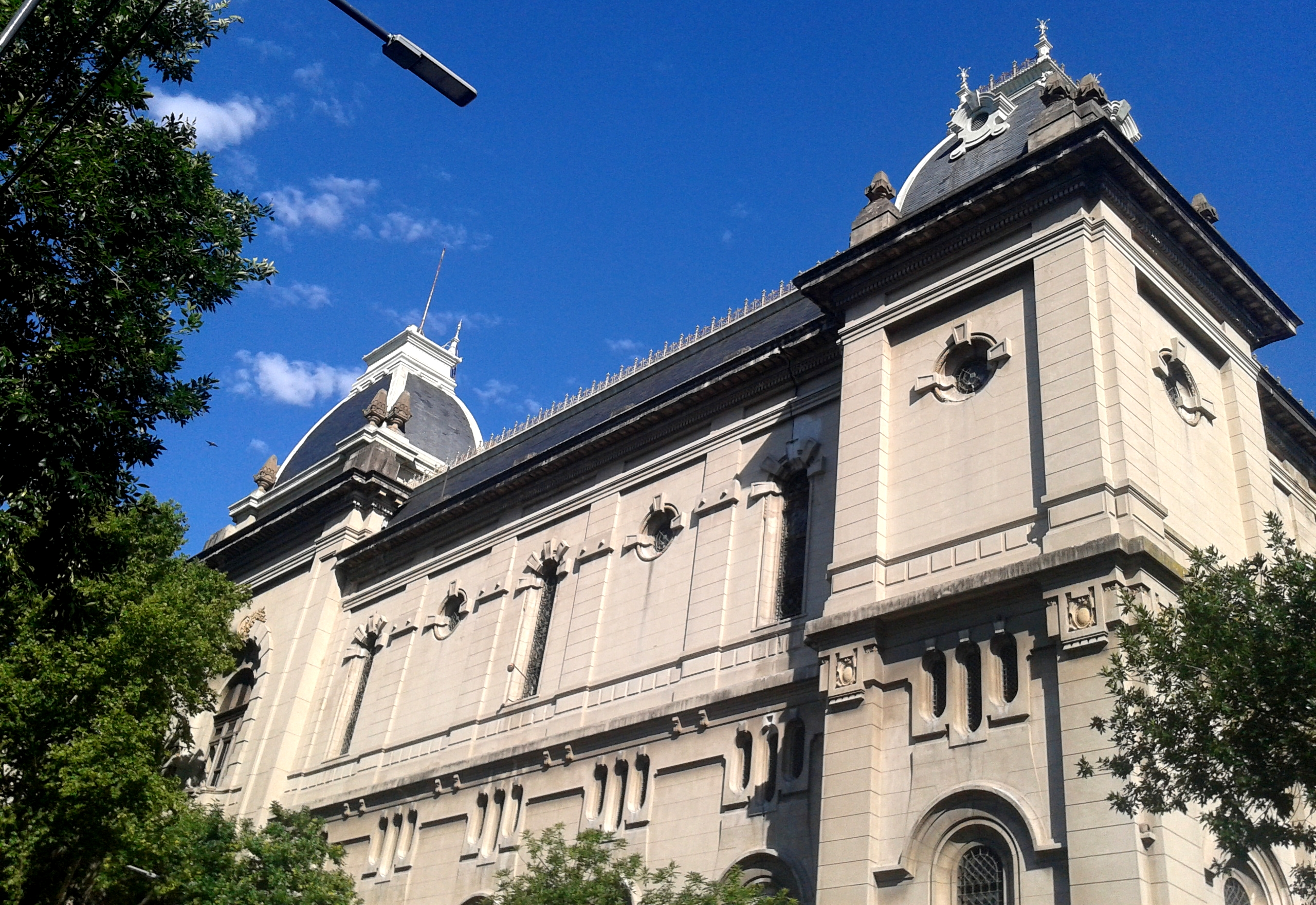
Detalle de las cúpulas
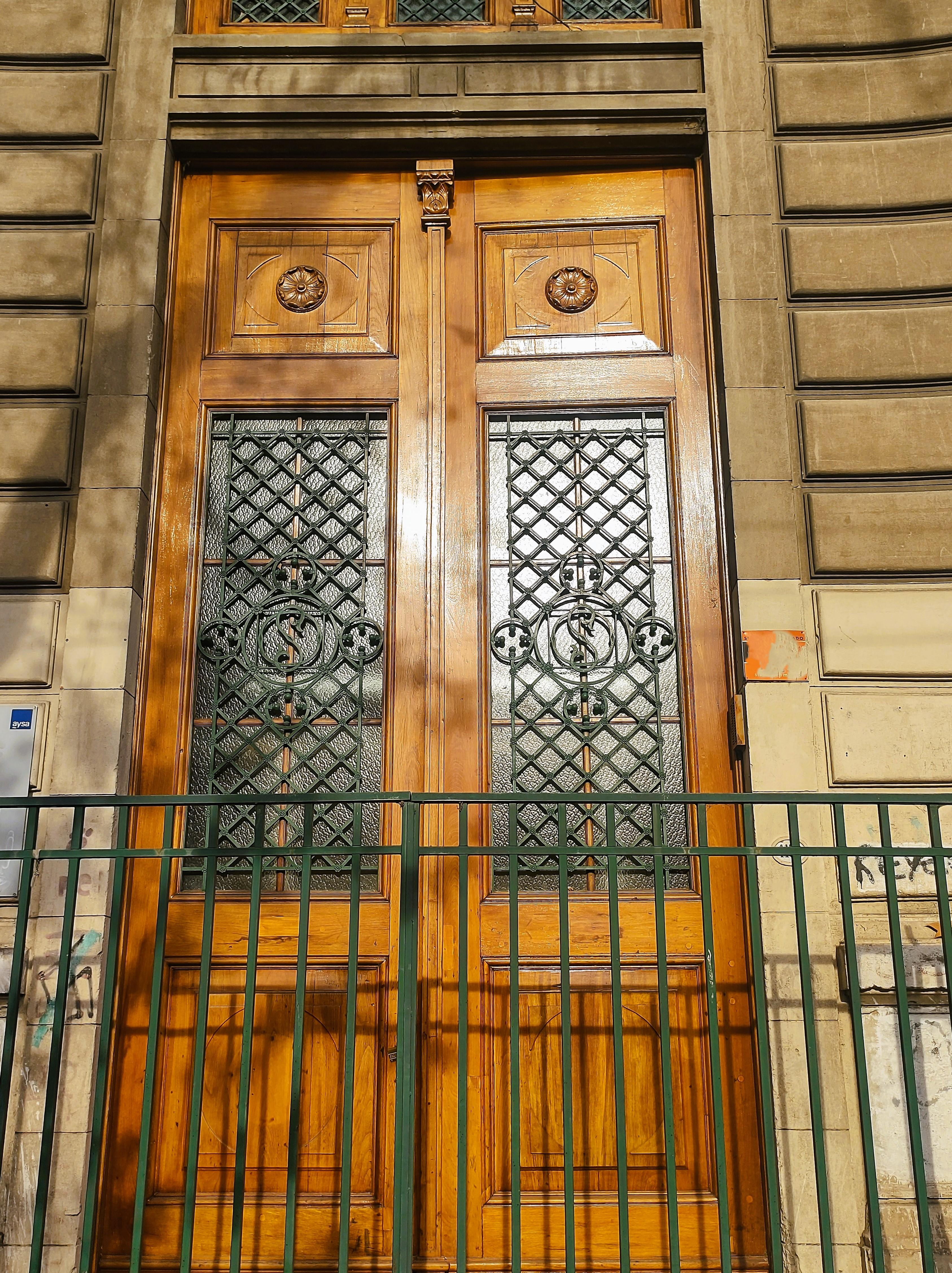
Entrada por Beiró
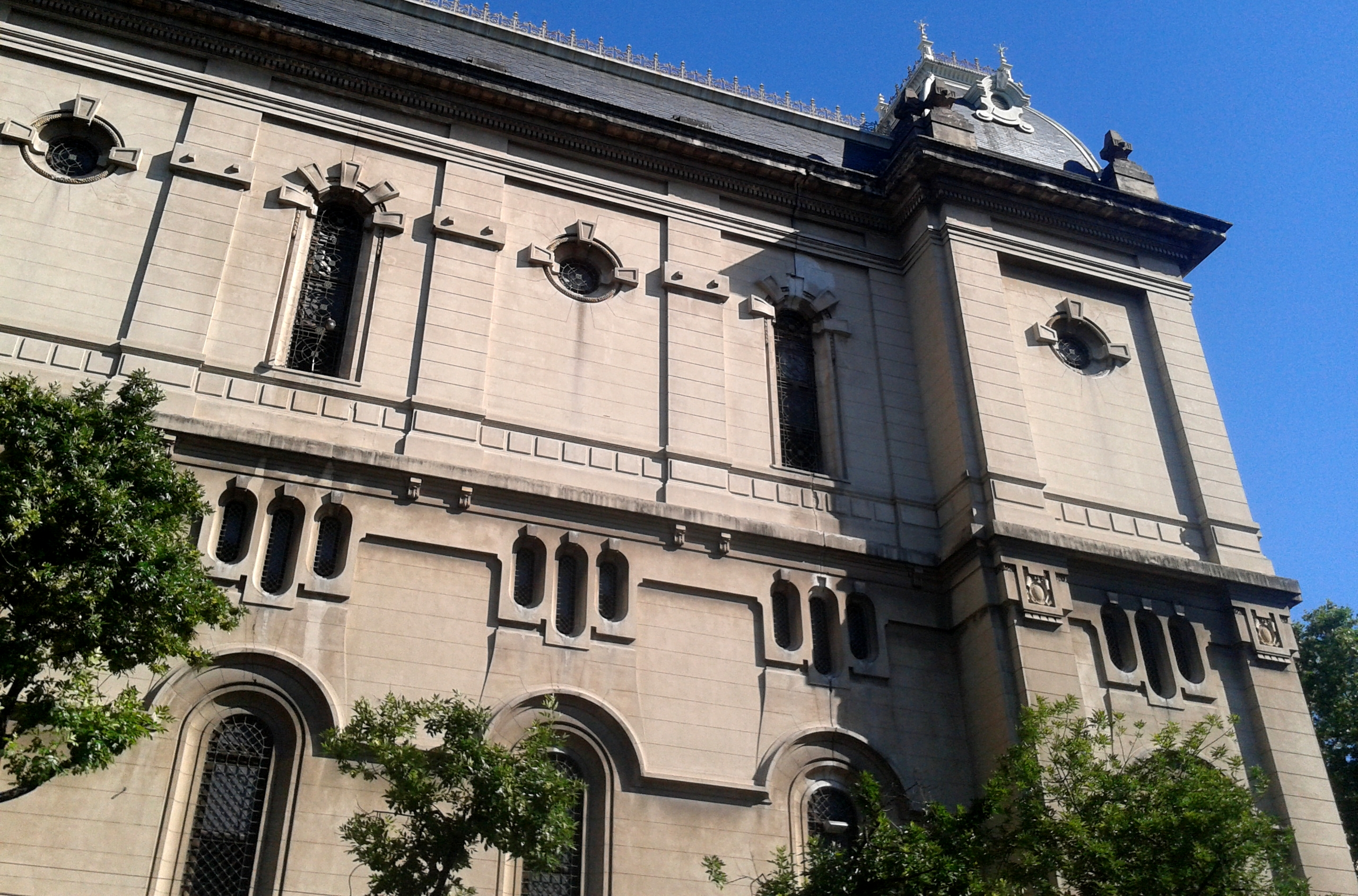
Esquina noroeste
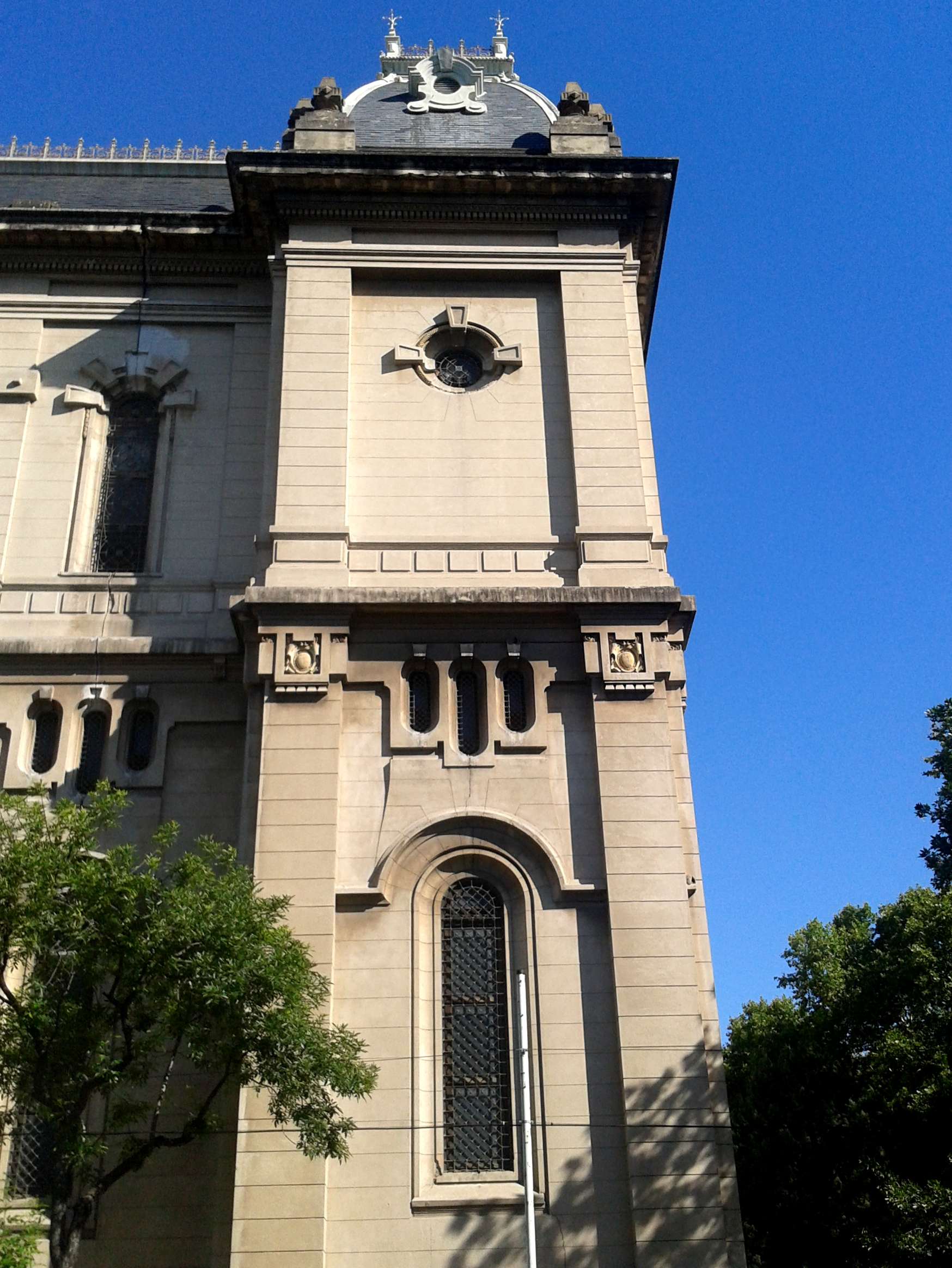
Detalle de la esquina